# Arvid Lindman
Salomon Arvid Achates Lindman (ur. 19 września 1862 w Österbybruk w regionie Uppsala, zm. 9 grudnia 1936 w Londynie) – szwedzki kontradmirał, premier kraju, minister spraw zagranicznych i przemysłowiec.
Lider partii w latach 1912–1917 i 1917–1935. Od 29 maja 1906 do 7 października 1911 oraz od 2 października 1928 do 7 czerwca 1930 sprawował funkcję premiera. Zginął 9 grudnia 1936 w katastrofie lotniczej.